# 伊迪丝·皮克尔斯
伊迪丝·皮克尔斯（英語：Edith Pickles，1904年5月10日—1984年），英国女子竞技体操运动员。她曾代表英国获得1928年夏季奥运会体操比赛女子团体全能铜牌。她于1984年在格拉斯哥去世。